# Zwercheck
Le Zwercheck ou le Svaroh en tchèque est une montagne culminant à 1 333 ou 1 334 mètres d'altitude dans le massif de la forêt de Bohême, à la frontière entre l'Autriche et la République tchèque.

## Géographie
Le flanc ouest appartient à la partie septentrionale de la forêt de Bavière. Sur le large sommet arrondi se trouvent une prairie et une petite barrière rocheuse avec une croix sommitale et une belle vue sur le Großer Arber et le Kaitersberg et plus loin le Lamer Winkel.

## Ascension
En 1922, le club de ski de Plzeň construit la cabane en rondins de Juránkova chata du côté tchécoslovaque, qui brûle ainsi qu'une tour d'observation en bois et n'est été reconstruite.
Deux sentiers de randonnée officiels mènent au Zwercheck, l'un partant d'Oberhaiderberg près de Lohberg, l'autre de Scheibensattel sur la Brennesstraße entre Lohberg et Bayerisch Eisenstein.  La montée le long de la frontière, qui est rarement empruntée, est également possible. Une route sauvage mène en 3 heures environ le long de la frontière jusqu'à l'Osser.